# 甲基乙硼烷
甲基乙硼烷是乙硼烷的一个氢原子被甲基取代而成的化合物，化学式 CH3B2H5。它可以看作是甲基甲硼烷（CH3BH2）和甲硼烷（BH3）通过两个三中心二电子键连接而成的化合物。乙硼烷的其它甲基化衍生物包括1,1-二甲基乙硼烷、1,2-二甲基乙硼烷、三甲基乙硼烷、四甲基乙硼烷和三甲基硼（不以二聚体形式存在）。在室温下，甲基乙硼烷是这些分子组成的平衡混合物。
乙硼烷的各种甲基化衍生物都是赫尔曼·欧文·施勒辛格和A. O. Walker于1930年代首次合成的。

## 合成
乙硼烷的各种甲基化衍生物都可以由乙硼烷和三甲基硼反应而成。在0 °C且乙硼烷过量时，反应最初会缓慢产生甲基乙硼烷，但1,1-二甲基乙硼烷的含量也会逐渐增加，直到消耗完所有的三甲基硼。反应产生的甲基乙硼烷最后会和乙硼烷和二甲基乙硼烷形成平衡。在0 °C下， 2B2H5Me ←→ B2H6 + (BH2Me)2 的平衡常数为0.07，所以这个混合物的主要成分是甲基乙硼烷，但其中也有相当量的乙硼烷和二甲基乙硼烷。在乙硼烷和三甲基硼的比例为4:1下，反应会产生最多的甲基乙硼烷。
甲基锂和乙硼烷反应也可以产生甲基乙硼烷，产率 20%。
四甲基铅和乙硼烷在二甲氧基乙烷下反应也会产生各种乙硼烷的甲基化衍生物。
其它生成甲基乙硼烷的方法包括三甲基硼和氢气在80-200 °C和高压下反应，或是硼氢化物和三甲基硼在氯化氢、氯化铝或氯化硼存在下的反应。如果使用的硼氢化物是硼氢化钠，那么反应会产生甲烷。反应使用硼氢化锂就不会产生甲烷，但会产生二甲基氯化硼和甲基二氯化硼。
Cp2Zr(CH3)2和四氢呋喃的反应也可以生成甲基乙硼烷。
三甲基镓和乙硼烷在-45°C下反应，生成甲基乙硼烷和硼氢化二甲基镓：
2(CH3)3Ga + B2H6 → (CH3)2GaBH4 + CH3B2H5.
在室温下，这个反应会产生一种挥发性物质，它会分解成金属镓。
(CH3)3Ga + 3B2H6 → Ga + 3CH3B2H5 +1.5H2.

## 反应
在-78.5 °C下，甲基乙硼烷会缓慢分解成乙硼烷和1,1-二甲基乙硼烷，而在溶液中的甲基乙硼烷对这个反应更稳定。
2MeB2H5 ⇌ 1,1-Me2B2H4 + B2H6 K=2.8 Me=CH3.
甲基乙硼烷和甲醚反应会生成甲醚硼烷 (CH3)2O.BH3和甲基硼烷，后者会快速二聚成1,2-二甲基乙硼烷。其它路易斯碱也可以发生此反应，这可用来生产1,2-二甲基乙硼烷。
甲基乙硼烷在水中水解成甲基硼酸 CH3B(OH)2.它和三甲胺反应，生成固体加合物三甲胺合甲基硼烷 (CH3)3N—BHCH3和三甲胺合硼烷 (CH3)3N—BH3。
甲基乙硼烷接触到空气时会自燃。它在150 °C下的氧化会产生2-甲基-1,3,4-三氧-2,5-二硼环戊烷。这是含有三个氧原子和两个硼原子组成的五元环的化合物，其中甲基连接到一个硼原子上。反应也会产生二甲基-1,3,4-三氧-2,5-二硼环戊烷和三甲基环硼氧烷，以及碳氢化合物、乙硼烷、氢气和二甲氧基硼烷。
甲基乙硼烷和氨反应，生成氨基二甲基硼（NH2BMe2）。这种物质加热到180 °C时会生成B-甲基化的环硼氮烷，其中接在硼原子的甲基数量可以是零个、一个、两个或三个。
甲基乙硼烷可以甲基化丁硼烷：
CH3B2H5 + B4H10 → 2-CH3B4H9 + B2H6

## 扩展阅读
- Carpenter, J. H.; Jones, W. J.; Jotham, R. W.; Long, L. H. . Chemical Communications (London). 1968, (15): 881. doi:10.1039/C19680000881.
- Lehmann, Walter J.; Wilson, Charles O.; Shapiro, I. . The Journal of Chemical Physics. 1960, 32 (4): 1088. Bibcode:1960JChPh..32.1088L. doi:10.1063/1.1730853.
- Crompton, T. R. . Springer. 6 December 2012: 80–83  [17 August 2015]. ISBN 9781468442267. （原始内容存档于2022-08-03）. methyldiborane in a gas chromatograph
- Penn, R. E.; Buxton, L. W. . The Journal of Chemical Physics. 1977, 67 (2): 831. Bibcode:1977JChPh..67..831P. doi:10.1063/1.434845.
- Davidson, G. . C. C. Addison  (编). . 1973: 57  [2022-08-03]. ISBN 9780851867526. （原始内容存档于2022-08-03）. Infrared lines
- Isadore Shapiro, C. O. Wilson, J. F. Ditter, W. J. Lehmann.  (PDF). . Advances in Chemistry Series 32. American Chemical Society. 1961: 135–136  [2022-08-03]. ISBN 978-0-8412-0033-3. doi:10.1021/ba-1961-0032.ch014. （原始内容存档 (PDF)于2022-08-03）. mass spectroscopy
- Kapshtal, V. N.; Sverdlov, L. M. . Soviet Physics Journal. November 1968, 11 (11): 120–122. Bibcode:1968SvPhJ..11k.120K. S2CID 121517718. doi:10.1007/BF00816081.